# Núria Ventura Bosch
Núria Ventura Bosch   (Barcelona, 1950) és una bibliotecària i pedagoga catalana vinculada al món de les biblioteques, la promoció de la lectura i la difusió del llibre infantil en català, i fundadora del grup de cançó infantil català Ara Va de Bo.
Quan acaba la carrera a l'Escola de Bibliotecàries marxa amb una beca a París a fer unes pràctiques a la Biblioteca Infantil de Clamart, coneguda com La Petite Bibliothèque Ronde. En tornar, el 1971, comença a treballar a la Xarxa de Biblioteques Populars de la Diputació de Barcelona. Va ser directora de la Biblioteca Popular de Rubí (1971-1974) i de la Biblioteca Infantil Lola Anglada de Barcelona (1975-1985).
Entre el 1986 i el 1995, és la cap de la Xarxa de Biblioteques Populars de la Diputació de Barcelona i n'inicia el procés de modernització: establiment d'estàndards segons la població, ampliació dels fons bibliogràfics, introducció de mitjans audiovisuals, informatització dels fons amb un programa específic per a biblioteques (VTLS) i normes arquitectòniques per a la construcció de noves biblioteques. L'any 1996, ocupa el càrrec de cap de Coordinació i Serveis Bibliotecaris fins a la seva jubilació el 2013. En aquest període, es crea una xarxa de nou bibliobusos per a municipis de menys de 3.000 habitants, es posa en funcionament el Sistema de Préstec Interbibliotecari i s'organitzen exposicions itinerants.
L'any 1974, promou la creació, amb altres bibliotecàries, de l'Associació d'Antigues Alumnes de l'Escola de Bibliotecàries de Barcelona, que l'any 1975 passa a ser l'Associació de Bibliotecàries i després l'Associació de Bibliotecaris de Catalunya. Hi exerceix el càrrec de secretària entre 1974 i 1982 i participa en la preparació de la Llei de Biblioteques de Catalunya de 1981.
És membre del consell de redacció de la revista Ítem, publicació del Col·legi Oficial de Bibliotecaris-Documentalistes de Catalunya, els anys 2001-2006 i 2015-2019. També col·labora regularment a diferents mitjans de comunicació (Destino, Avui, El País) i revistes especialitzades (Guix, Perspectiva Escolar, Cuadernos de Pedagogía).
Forma part de la Llista d'Honor de la Literatura Infantil i Juvenil Catalana, publicada per l'Institució de les Lletres Catalanes (2022).
És una de les fundadores amb Xesco Boix, Josep Maria Pujol, Jordi Roura i Llauradó i Laura Pérez antics membres del Grup de Folk del grup de cançó infantil Ara Va de Bo, el 1971, amb el qual va enregistrar els discos Cavallet de cartró (1972), Pere Poma (1973) i El Gripau Blau (1974).

## Obres
- Els Bibliobusos: la resposta bibliotecària als municipis rurals / Cristina Montserrat. Barcelona: Diputació de Barcelona, 2004.
- Cuentacuentos: una colección de cuentos para poder contar / Teresa Duran. Madrid: Pablo del Rio Ed., 1980. ISBN 8474 3005 68 (altres edicions a Siglo XXI de España 1986, 1999, 2008).
- Guia pràctica para bibliotecas infantiles y escolares. Barcelona: Laia, 1982 (reimp. 1985) 147 p. ISBN 84-7222-194-6.
- Libros infantiles en catalán 1939-1970. Barcelona, 1970.
- Setzevoltes: Recull de contes per narrar I Teresa Duran. Barcelona: Graó, 1979. ISBN 978-84-85729-16-6